# Yelmo encerrado

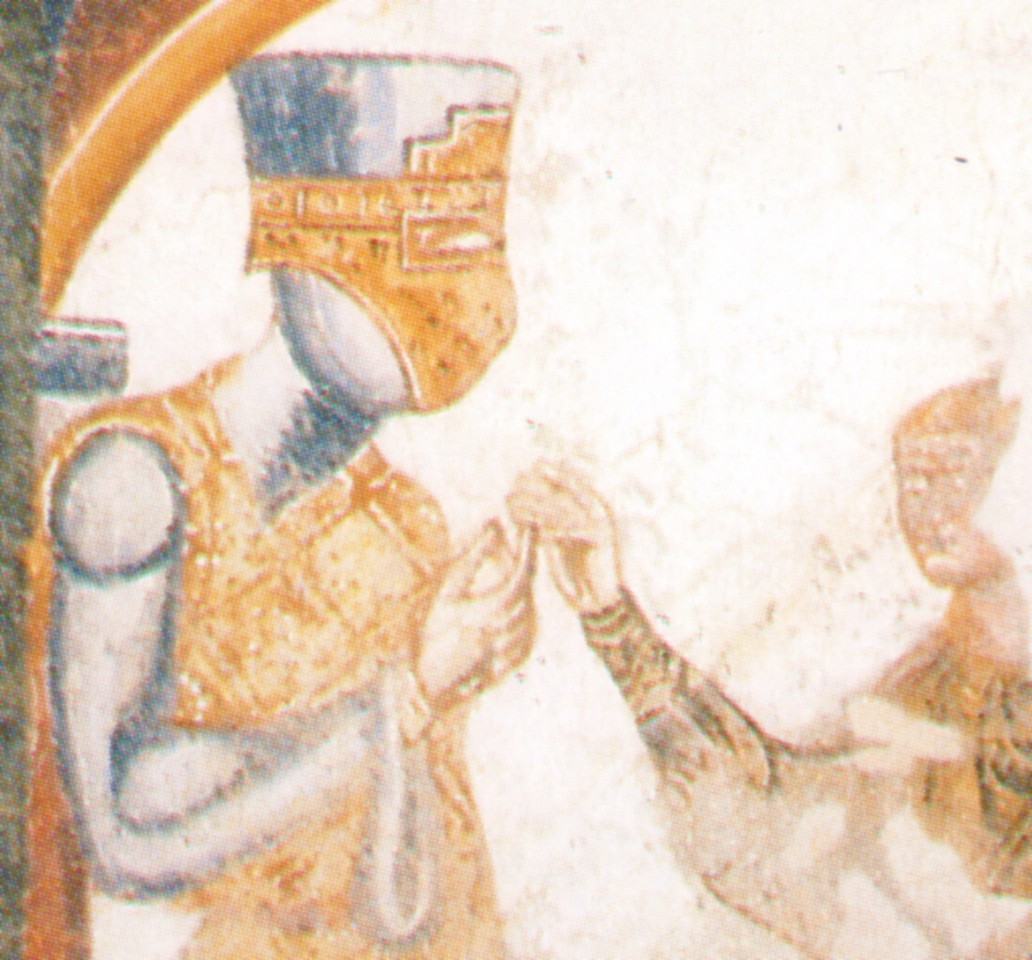
Hombre con armadura portando un yelmo encerrado, en un fresco del

El yelmo encerrado, también llamado gran yelmo primitivo o gran yelmo temprano, fue un tipo de yelmo occidental que surgió a finales del siglo XII y se usó hasta el siglo XIII. Como indican algunos de sus nombres, fue el precursor del gran yelmo.

## Desarrollo y características

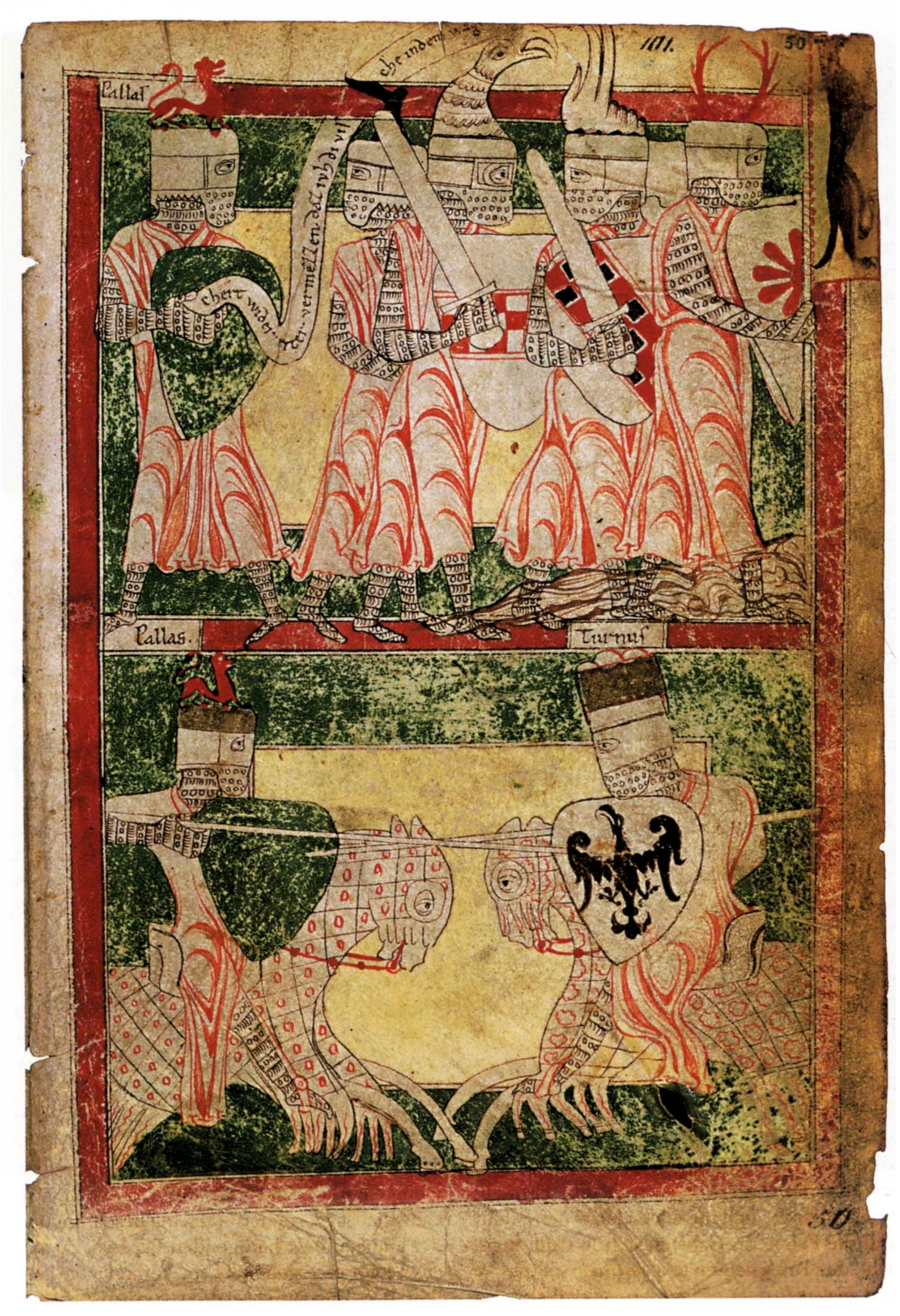
Caballeros con yelmos encerrados. Manuscrito alemán c. 1215 - Henrik van Veldekes

El casco cerrado cubría toda la cabeza, con plena protección para la cara y una cobertura algo más profunda en los lados y la parte posterior de la cabeza. Fue desarrollado cerca del final del siglo XII y fue reemplazado en gran medida por el verdadero gran yelmo hacia c. 1240.  Se distingue de la gran yelmo por una mayor profundidad y grosor en la protección de la cara en comparación con la profundidad del casco en la parte posterior y los lados.
Probablemente se desarrolló a partir del yelmo nasal, produciendo así una variante de cima plana con un perfil cuadrado alrededor de 1180. Supuestamente el casco se remató mediante la adición de una placa protectora, que permitía la vista y la respiración, y que se extendía hacia abajo por la parte posterior y a los lados de un casco de cima plana, para producir un casco cilíndrico. A partir de la evidencia de las ilustraciones contemporáneas existentes, fue añadida la protección de la cara en primer lugar, probablemente como una extensión del yelmo nasal preexistente. Algunas ilustraciones alemanas que datan de alrededor de 1180 muestran una barra en la parte final que cubre la boca, si dicha barra hubiera sido ampliada y curvada hacia atrás hasta la cumbre del casco, se habría creado un precursor de una placa secundaria, visible en el bacinete.
Uno de los primeros ejemplos completamente desarrollado de este tipo de casco, con la adición de una cresta en forma de abanico, se representa en el segundo gran sello de Ricardo I de Inglaterra que data de 1198.

## Uso
El casco encerrado habría sido usada sobre una cofia de mallas, con el acolchado adicional rodeando la cabeza para amortiguar el casco y ayudar a absorber la fuerza de cualquier golpe. El casco pudo haber surgido de la necesidad de una mayor protección facial en respuesta al poder de penetración de lanzas utilizadas en las formacioenes de caballería "conrois"m, de carácter muy compacto, o posiblemente como respuesta a un aumento de la amenaza del tiro con arco. El casco encerrado sólo era utilizado por los hombres con rango de caballero. Muchos soldados, entre caballeros, les disgustaba la restricción de la vista y el oído impuesto por el casco encerrado, y por tanto, los cascos nasales, otros más redondeados y abiertos, como la Capellina, continuó en uso junto a él hasta mediados del siglo XIII.